# Божићна прича (филм из 2009)
Божићна прича (енгл. A Christmas Carol) амерички је анимирани божићни филм из 2009. Режију и сценарио потписује Роберт Земекис. Темељи се на истоименој новели из 1843. аутора Чарлса Дикенса. Главном лику, Ебенизеру Скруџу, глас позајмљује Џим Кери.
Премијера је приказана 3. новембра 2009. у Лондону, док је 6. новембра 2009. почео с приказивањем у биоскопима. Добио је помешане рецензије критичара, који су критиковали мрачан тон и сценарио. Зарадио је преко 325 милиона долара, наспрам буџета од 175—200 милиона долара.

## Радња
Ебенизер Скруџ започиње божићне празнике са својим уобичајеним шкртим презиром, али када га три духа одведу на путовање откривајући давно закопане истине, он мора отворити своје срце како би поништио лошу судбину него што буде прекасно.

## Улоге
| Глумац           | Улога                   |
| ---------------- | ----------------------- |
| Џим Кери         | Ебенизер Скруџ          |
| Џим Кери         | Дух Прошлих Божића      |
| Џим Кери         | Дух Садашњег Божића     |
| Џим Кери         | Дух Божића Који Ће Доћи |
| Гари Олдман      | Боб Крачит              |
| Гари Олдман      | Џејкоб Марли            |
| Колин Ферт       | Фред                    |
| Боб Хоскинс      | Најџел Фезивиг          |
| Робин Рајт Пен   | Фан                     |
| Робин Рајт Пен   | Бел                     |
| Кери Елвес       | Дик Вилкинс             |
| Фионула Фланаган | госпођа Дилбер          |
| Џеки Барнбрук    | Али Фезивиг             |
| Лесли Менвил     | Емили Крачит            |
| Моли Квин        | Белинда Крачит          |
| Феј Мастерсон    | Марта Крачит            |
| Лесли Земекис    | Џенет Холивел           |